# Amphithyris richardsonae
Amphithyris richardsonae är en armfotingsart som beskrevs av Campbell och Fleming 1981. Amphithyris richardsonae ingår i släktet Amphithyris och familjen Platidiidae. Inga underarter finns listade i Catalogue of Life.